# Tis v Bílovci
Tis v Bílovci je soliterní památný tis červený (Taxus baccata) v části Bílovec-město města Bílovec v okrese Nový Jičín. Geograficky se nachází v Těškovické pahorkatině v pohoří Vítkovská vrchovina a dále v Moravskoslezském kraji,přírodním parku Oderské vrchy a Horním Slezsku.

## Další informace
Tento dvoudomý jehličnan se nachází v nadmořské výšce 310 m. Tis byl údajně vysazen mnichy v 2. pol. 17. století, ale ve skutečnosti je mladší. Podle údajů z roku 1980:
| Výška stromu:                 | 12 m            |
| Obvod kmene ve výčetní výšce: | 2,92 m          |
| Ochranné pásmo:               | dle zákona      |
| Datum vyhlášení:              | 13. června 1980 |

## Galerie

Tis pod domem s adresou 17. listopadu 536/64
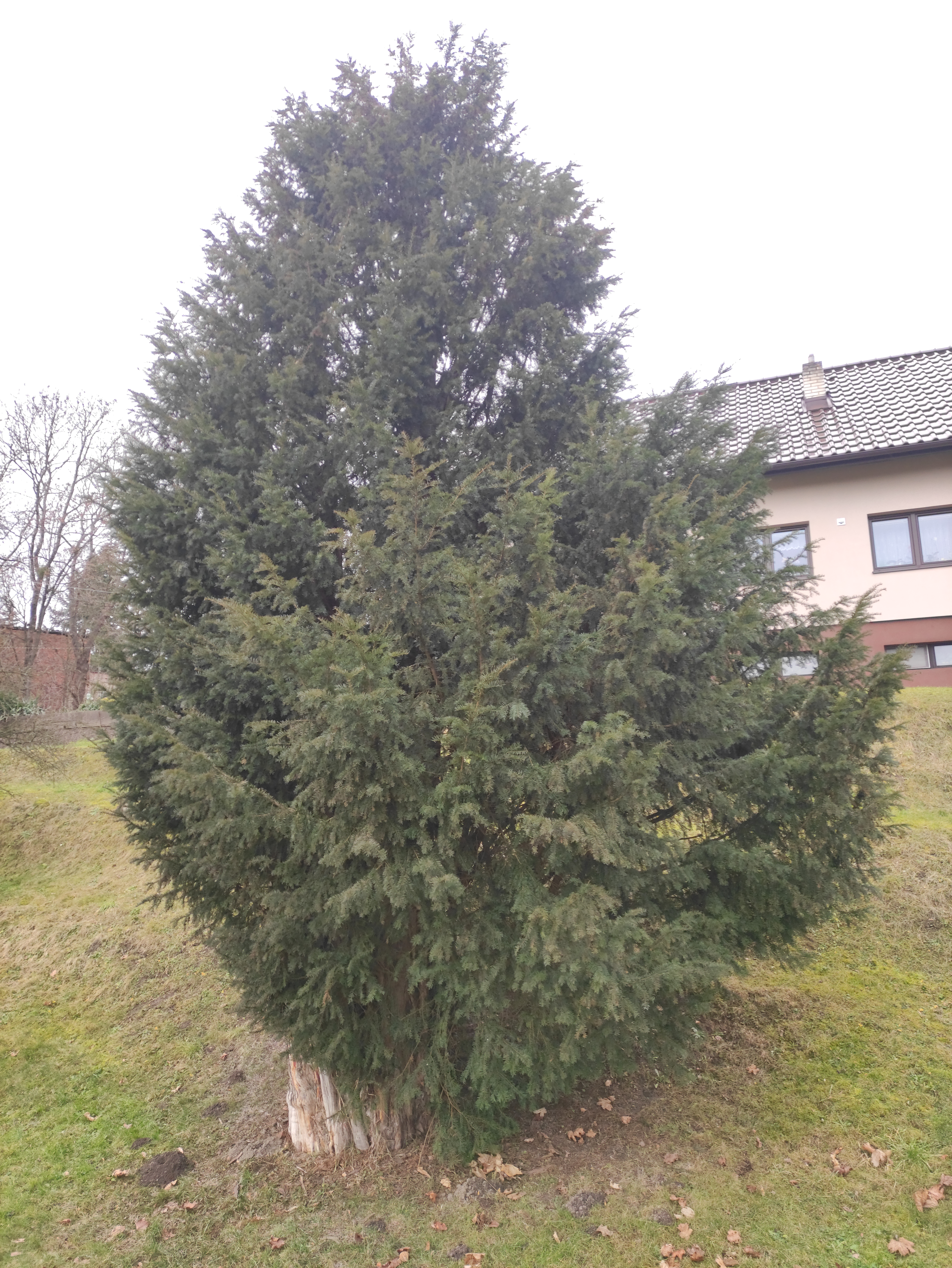
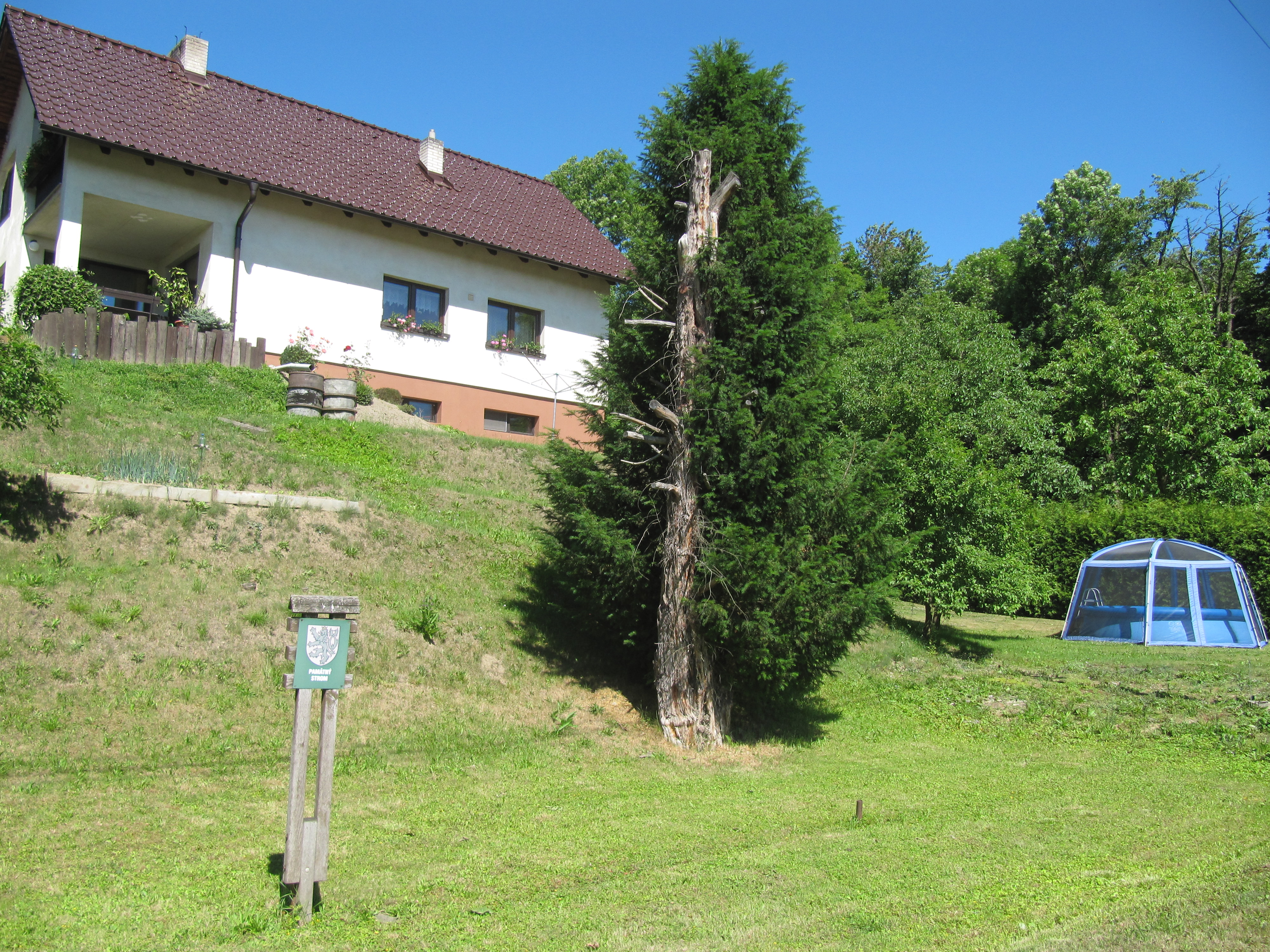